# Liste der Geotope im Landkreis Roth
Diese Liste enthält die Geotope des mittelfränkischen Landkreises Roth in Bayern.
Die Liste enthält die amtlichen Bezeichnungen für Namen und Nummern des Bayerischen Landesamt für Umwelt (LfU) sowie deren geographische Lage. Diese Liste ist möglicherweise unvollständig. Im Geotopkataster Bayern sind etwa 3.400 Geotope (Stand März 2021) erfasst. Das LfU sieht einige Geotope nicht für die Veröffentlichung im Internet geeignet. Einige Objekte sind zum Beispiel nicht gefahrlos zugänglich oder dürfen aus anderen Gründen nur eingeschränkt betreten werden.
| Name                                                       | Bild           | Geotop ID | Gemeinde / Lage        | Geologische Raumeinheit    | Beschreibung | Fläche m² / Ausdehnung m | Geologie                                                             | Aufschlussart                  | Wert      | Schutzstatus                                                | Bemerkung                       |
| ---------------------------------------------------------- | -------------- | --------- | ---------------------- | -------------------------- | --- | ------------------------ | -------------------------------------------------------------------- | ------------------------------ | --------- | ----------------------------------------------------------- | ------------------------------- |
| Historische Steinbrüche SE von Wernsbach                   | weitere Bilder | 576A001   | Georgensgmünd Position | Sandsteinkeuperregion      | Die aufgelassenen Brüche bei Wernsbach umfassen das größte zusammenhängende Steinbruchareal im Oberen Burgsandstein des Landkreises. Sie belegen eindrucksvoll die bauindustrielle Bedeutung dieses Natursteins. Über einem Stollen ist die Jahreszahl 1895 eingraviert. Die hohen Bruchwände werden intensiv von Kletterern besucht (zahlreiche Haken!). Ein Wanderweg führt durch das Areal. | 125000 500 × 250         | Typ: Gesteinsart, Steinbruch/Grube, Stollen Art: Sandstein, Tonstein | Steinbruch                     | bedeutend | Landschaftsschutzgebiet                                     | Bayerns schönste Geotope Nr. 95 |
| Ehemaliger Steinbruch NE von Kühedorf                      | weitere Bilder | 576A002   | Büchenbach Position    | Sandsteinkeuperregion      | Mehrere historische Steinbrüche (stark verwachsen). Der westliche Teil des Aufschlusses bietet gute Aufschlüsse im Oberen Burgsandstein, in den gelegentlich Zwischenletten eingeschaltet sind. | 50000 250 × 200          | Typ: Gesteinsart Art: Sandstein                                      | Steinbruch                     | bedeutend | Landschaftsschutzgebiet                                     |                                 |
| Ehemaliger Steinbruch SW von Greding                       | weitere Bilder | 576A003   | Greding Position       | Südliche Frankenalb        | Der Aufschluss bietet im Landkreis Roth den besten Einblick in die Oxford-Schichten. | 12500 250 × 50           | Typ: Schichtfolge Art: Kalkstein                                     | Steinbruch                     | bedeutend | Landschaftsschutzgebiet, FFH-Gebiet, Naturpark              |                                 |
| Felsbildende Schwammbänke im Kaisinger Tal SSE von Kaising | weitere Bilder | 576A004   | Greding Position       | Südliche Frankenalb        | Am oberen Rand des Tales stehen Felsen aus fossilführenden, geschichteten Schwammkalken des Malm Gamma an. | 600 30 × 20              | Typ: Gesteinsart, Felswand/-hang Art: Dolomitstein                   | Hanganriss/Felswand            | bedeutend | Landschaftsschutzgebiet, FFH-Gebiet, Naturpark              |                                 |
| Ehemaliger Steinbruch W von Götzenreuth                    |                | 576A005   | Büchenbach Position    | Sandsteinkeuperregion      | In den historischen Steinbrüchen ist Unterer Burgsandstein aufgeschlossen. | 10000 200 × 50           | Typ: Gesteinsart Art: Sandstein                                      | Steinbruch                     | bedeutend | Landschaftsschutzgebiet                                     |                                 |
| Ehemaliger Steinbruch WNW von Offenbau                     |                | 576A006   | Thalmässing Position   | Südwestliche Albrandregion | In diesem Bruch sind die Unteren Mergelkalke des Malm Alpha erschlossen. | 400 20 × 20              | Typ: Gesteinsart Art: Kalkstein                                      | Steinbruch                     | bedeutend | Landschaftsschutzgebiet, Naturpark                          |                                 |
| Aufschluss SW von Esselberg                                |                | 576A007   | Greding Position       | Südliche Frankenalb        | Auf der Ostseite des Trockentals zieht sich der Aufschluss entlang. Die darüber liegenden Magerrasen werden beweidet. | 14000 350 × 40           | Typ: Gesteinsart Art: Kalkstein, Mergelstein                         | Böschung                       | bedeutend | Landschaftsschutzgebiet, Naturpark                          |                                 |
| Höhlensystem ESE von Euerwang                              | weitere Bilder | 576H001   | Greding Position       | Südliche Frankenalb        | Beim Abbau von Dolomitschotter wurde am Südhang des Euerwanger Bühls ein Paläohöhlensystem freigelegt. Über eine Höhendifferenz von 30 m wurden 15 Fundhorizonte lokalisiert. Bei den Grabungen ist eine reiche Fauna sowie Steinwerkzeuge und kunstvoll bearbeitete Knochen gefunden worden.                                                                                                  | 150 30 × 5               | Typ: Karst-Schacht-&Horizontalhöhle Art: Dolomitstein                | Hanganriss/Felswand            | wertvoll  | Landschaftsschutzgebiet, FFH-Gebiet, Naturpark              |                                 |
| Massendorfer Schlucht NNE von Spalt                        | weitere Bilder | 576R001   | Spalt Position         | Südwestliche Albrandregion | Die enge Schlucht weist einige gute Aufschlüsse im Oberen Burgsandstein auf. Die Deutsche Bahn ließ zur Sicherung ihrer Strommasten den Baumbestand der Schlucht großräumig abholzen. Auch das Geotop wurde dadurch in Mitleidenschaft gezogen. | 15000 300 × 50           | Typ: Schlucht, Gesteinsart Art: Sandstein                            | Prallhang/Flussbett/Bachprofil | bedeutend | Landschaftsschutzgebiet                                     |                                 |
| Schlucht Schnittlinger Loch ENE von Fünfbronn              | weitere Bilder | 576R002   | Spalt Position         | Südwestliche Albrandregion | Die ca. 50 m tiefe Schlucht beginnt im Westen mit einer engen Klammstrecke. Sie erschließt den Oberen Burgsandstein, auch Sedimentstrukturen sind deutlich zu erkennen. | 250 50 × 5               | Typ: Klamm, Schlucht, Gesteinsart Art: Sandstein                     | Prallhang/Flussbett/Bachprofil | wertvoll  | Naturdenkmal, Landschaftsschutzgebiet                       |                                 |
| Sinterterrassen im Heinrichsgraben SE von Untermässing     | weitere Bilder | 576R003   | Greding Position       | Südliche Frankenalb        | An der Malmuntergrenze entspringt im Heinrichsgraben eine kalkreiche Quelle, die den kleinen Bach im Graben speist. Durch den hohen Kalkgehalt kommt es auf ca. 100 m Länge zu Tuffausfällungen in kleinen bemoosten Kaskaden. | 15000 300 × 50           | Typ: Sinterterrassen, Schichtquelle Art: Kalkstein, Kalktuff         | Prallhang/Flussbett/Bachprofil | wertvoll  | Landschaftsbestandteil, Landschaftsschutzgebiet, FFH-Gebiet |                                 |
| Druidenstein NE von Untersteinbach                         | weitere Bilder | 576R004   | Georgensgmünd Position | Sandsteinkeuperregion      | Der große, allseitig herausgewitterte Felsen liegt auf einer bewaldeten Kuppe. | 10 5 × 2                 | Typ: Felskuppe Art: Sandstein                                        | Felshang/Felskuppe             | bedeutend | Landschaftsschutzgebiet                                     |                                 |
| Straßenaufschluss S von Spalt                              |                | 576A008   | Spalt Position         | Südwestliche Albrandregion | Großer Aufschluss mit ca. 100 m Durchmesser im Feuerlettensandstein (Trossingen-Formation), Regenrückhaltebecken auf dem Gelände, befestigte Straße bis zum Aufschluss | 10000 100 × 100          | Typ: Gesteinsart Art: Sandstein                                      | Tagebau                        | bedeutend | Landschaftsschutzgebiet                                     |                                 |